# アレクサンドル・ルツコイ
アレクサンドル・ウラージミロヴィッチ・ルツコイ（ロシア語: Алекса́ндр Влади́мирович Руцко́й, ラテン文字転写: Aleksandr Vladimirovich Rutskoi, 1947年9月16日 - ）は、ソビエト連邦及びロシアの軍人、政治家。ロシア副大統領。空軍では少将まで累進しており、ソ連邦英雄の称号を持つ。

## 経歴

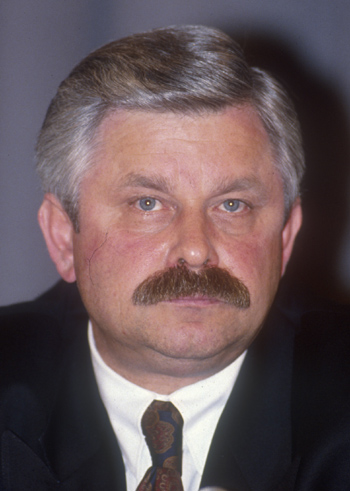
1992年のルツコイ

ソビエト連邦ロシア連邦共和国のクルスク州に生まれる。K.A.ヴェルシニン名称バルナウル飛行技師高等軍事航空学校で8年間学び卒業後、1971年から軍務に就く。さらにガガーリン名称空軍アカデミー、ソ連軍参謀本部アカデミーで学ぶ。1970年にソ連共産党に入党。
1985年～1988年、アフガニスタン紛争に従軍。独立航空攻撃連隊長、空軍大佐となる。1988年8月4日、搭乗機のSu-25がパキスタンから出撃した戦闘機に撃墜され、ムジャヒディーンの捕虜となる。8月16日、パキスタンの仲介により解放。12月8日、ソ連邦英雄の称号を授与。
1990年新たにロシア共和国共産党が創設された際、中央委員に選出される。同年春のロシア人民代議員大会選挙で人民代議員に選出。議会では傷痍軍人や退役軍人と家族の社会政策に尽力した。改革派の院内会派「民主主義をめざす共産主義者」を結成し、指導者としてレオニード・ブレジネフの流れを汲む保守派と一線を画し、のちに共産党を離党する。
ロシア共和国での大統領制導入に伴いロシア最高会議議長ボリス・エリツィンは副大統領候補にアフガニスタン戦争の英雄で軍人票を見込めることと、共産党を離党して改革派の立場を鮮明にしたことを理由にルツコイを選ぶ。1991年6月12日の選挙でロシア副大統領に当選する。8月クーデターでは、エリツィンらとロシア最高会議ビル（ホワイトハウス）の防衛に当たり、クリミア半島フォロスに飛び、ミハイル・ゴルバチョフ大統領を救出することに成功した。
ソビエト連邦の崩壊後、経済改革をめぐり、エリツィン及びエリツィン側近の急進改革派と一線を画すようになり、1992年6月ルツコイの自由ロシア人民党は、ロシア民主党、「刷新」など穏健改革派と政治ブロック「市民同盟」を結成した。エリツィンはルツコイに農業担当を命じ次第に両者の懸隔は拡大し、1993年春には最高会議議長のルスラン・ハズブラートフとともに反エリツィンの立場を鮮明にする。1993年9月21日に訪日を直前に控えたエリツィンはロシア連邦人民代議員大会及び最高会議解散の大統領令を発布し、議会を中心とする反エリツィン陣営の排除に踏み切ったが、ルツコイは最高会議の緊急会議で大統領代行に就任した。10月3日、最高会議ビルに立てこもって抵抗した。しかし、8月クーデターの再現とはならず、ロシア連邦軍の圧倒的な攻撃により、10月4日抵抗は失敗した（モスクワ騒乱事件）。副大統領職は廃止され、ルツコイ、ハズブラートフらは逮捕され、レフォルトヴォ刑務所に収容される。
1994年、下院国家会議の恩赦決議で釈放される。同年4月愛国主義団体「大国」を創設し代表となるも、翌1995年のロシア連邦議会下院国家会議選挙で「大国」は敗北してルツコイ自身も落選した。
1996年6月のロシア大統領選挙でルツコイが支持したロシア連邦共産党のゲンナジー・ジュガーノフによって同年8月に結成されたロシア人民愛国連合に参加して副議長を務め、同年10月にロシア人民愛国連合の候補としてクルスク州知事に当選した。
1999年10月、セルゲイ・ショイグの結成した統一に参加する。クルスク州知事再選に意欲を燃やすが、2000年10月選挙管理委員会から立候補資格を取り消され、再選できなかった。

## 家族
妻帯、再婚。3男1女を有する。